# 川奈飯店

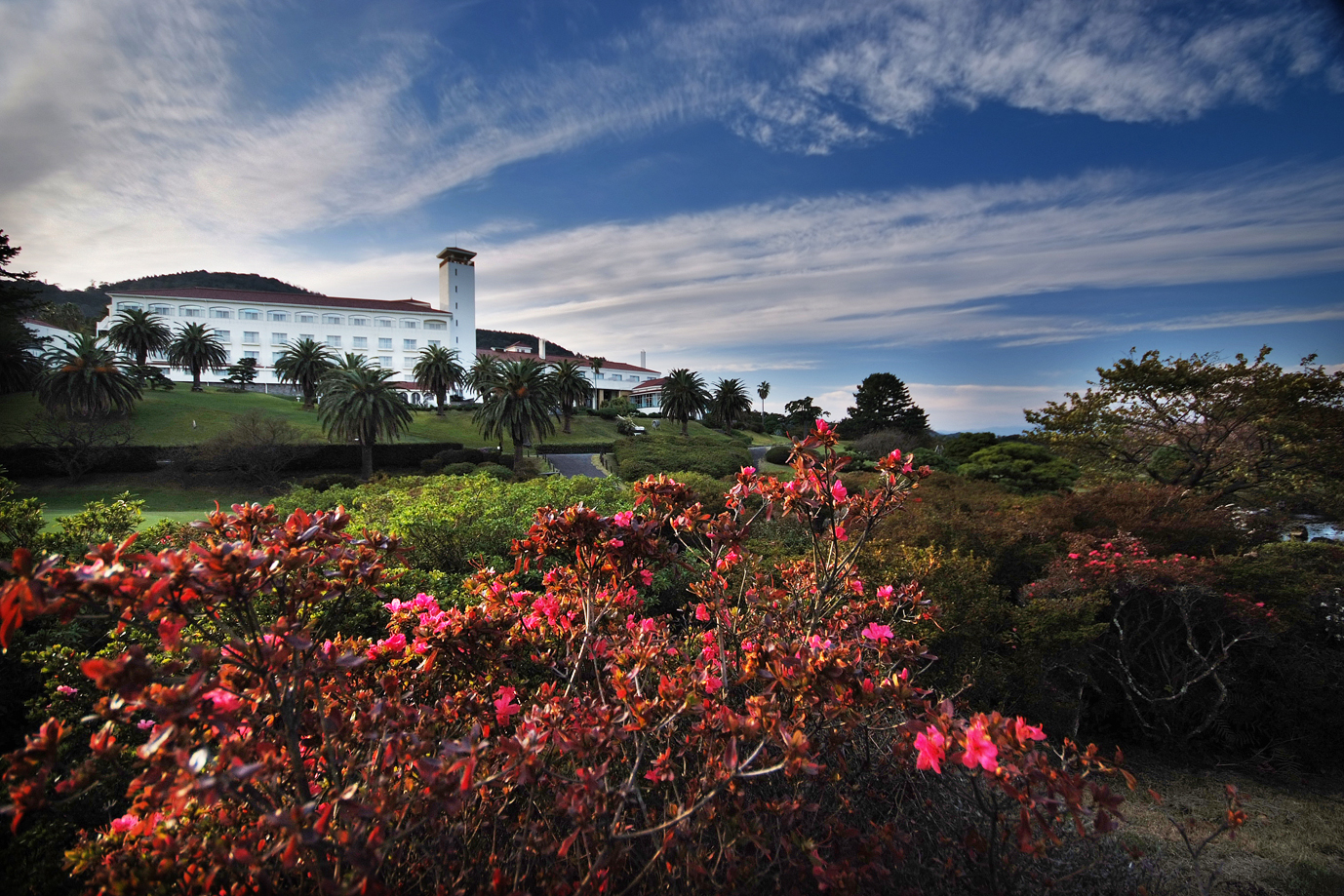

川奈飯店（日语：川奈ホテル，かわなホテル）是位於日本靜岡縣伊東市川奈的一座度假酒店，設計者是高橋貞太郎。這座酒店是大倉喜七郎受到格倫伊格爾斯酒店的啟發而修建。這座酒店以其附屬的高爾夫球場著稱。

## 外部連結
- 川奈ホテル 公式サイト